# San Sebastiano (Furini)
San Sebastiano è un dipinto a olio su tela realizzato da Francesco Furini intorno al 1633 e conservato alla Scottish National Gallery di Edimburgo.

## Storia
Dipinto presumibilmente nei primi anni 1630, il dipinto fu acquistato dalla Scottish National Gallery nel 1859 insieme a un'altra tela del Furini, La poesia, in cui è ritratto lo stesso modello immortalato nel San Sebastiano.

## Descrizione
Una singola freccia conficcata alla base del collo identifica il soggetto come san Sebastiano. Così come Bronzino un secolo prima, Furini rappresenta il martire romano come un bel giovane drappeggiato da un telo rosso e solo la presenza dello strumento del martirio suggerisce che la tela non sia un semplice ritratto, bensì un'opera a carattere religioso.